# Picrocryptoides hesperios
Picrocryptoides hesperios är en stekelart som beskrevs av Porter 1965. Picrocryptoides hesperios ingår i släktet Picrocryptoides och familjen brokparasitsteklar. Inga underarter finns listade i Catalogue of Life.